# Cavata na olsztyńskim zamku
Cavata na olsztyńskim zamku – cykliczna impreza odbywająca się na olsztyńskim zamku w Muzeum Warmii i Mazur, organizowana od 1996 r.
W ciągu roku w ramach imprezy odbywa się kilkanaście spotkań, na które składa się wykłady poświęcone wybranemu dziełu sztuki z kolekcji muzeum, koncert zespołu Pro Musica Antiqua oraz tzw. „spotkanie przy kawie”.